# 黛比·穆卡塞爾-鮑威爾
黛比·穆卡塞爾-鮑威爾（/ˈmuːkɑːrsɛl/ MOO-kar-sell；1971年1月18日—）是一位美國政治家和前學術管理人員，曾於2019年至2021年擔任佛罗里达州第二十六國會選區的美國眾議員。作為民主黨 成員，她代表南部邁阿密戴德縣 的一個選區，包括荷母斯特和佛羅里達礁島群。

## 外部連結
- Campaign website

- 美國國會國家人物傳記大辭典中的傳記
- 由華盛頓郵報維護的投票記錄
- 智慧投票计划中的傳記、投票紀錄及利益集團評級
- 聯邦選舉委員會中的競選財務報告和數據
- C-SPAN內的頁面（英文）

| 美国众议院             | 美国众议院                                | 美国众议院                 |
| ---------------------- | ----------------------------------------- | -------------------------- |
| 前任者： 卡洛斯·庫貝洛 | 佛羅里達州26選區 美國聯邵眾議員 2019–2021 | 繼任者： 卡洛斯·A·希門尼斯 |
| 政党职务               |                                           |                            |
| 前任者： 比爾·尼爾森   | 民主黨美國參議員候選人 (第1組) 2024       | 最新的                     |